# アレクサンドル・ソング
アレクサンドル・ディミトリ・ソング・ビロング（Alexandre Dimitri Song Billong, 1987年9月9日 - ）は、カメルーン・ドゥアラ出身の元サッカー選手。元カメルーン代表。現役時代のポジションはミッドフィールダー。
元カメルーン代表のリゴベール・ソングは叔父。

## クラブ経歴
SCバスティアでプロとしてのキャリアをスタート。2005年にアーセナルFCのトライアウトを受験し、これに合格した。2007年1月からシーズン終了まで、チャールトン・アスレティックへレンタル移籍。07-08シーズンからはアーセナルへ戻った。
08-09シーズンは退団したマチュー・フラミニの後釜として期待されるも、序盤戦ではミスを連発。安定感を欠くプレーで経験不足を露呈した。しかしながらシーズン終盤へかけて急激にパフォーマンスが向上し、次のシーズンへの飛躍が期待されるようになった。
09-10シーズン、アーセナルが伝統の4-4-2のフォーメーションを4-3-3へ変更。その中でソングは中盤の底という重要なポジションを任されることとなった。シーズン前は懐疑的な声も多かったが、ソングも新しいシステムに見事順応。才能を開花させ不動のスタメンとなり、見事にその評価を覆している。
11-12シーズン、不動のレギュラーとして活躍する。優れたボディバランスとボール奪取能力、さらには成長したパスの能力でエヴァートン戦、リヴァプール戦でのファンペルシーのビューティフルゴールを演出するなどセスクの穴を埋める活躍を見せた。
2012年8月、FCバルセロナに移籍する。移籍金は1900万ポンドで契約は5年間。2013-14シーズンから背番号を25番からアーセナルで着用していた17番に変更した。
2014年8月30日、出場機会を求めてウェストハム・ユナイテッドFCにレンタル移籍した。2014-15シーズン終了後に一度はFCバルセロナに復帰するも、2015年9月1日に再びウェストハム・ユナイテッドFCにレンタル移籍することを発表した。
2016年8月1日、ロシアサッカー・プレミアリーグのFCルビン・カザンに移籍した。
2018年8月15日、FCシオンへ移籍。だが2020年3月、新型コロナウイルス感染症の影響により給与カットを打診され、それを断ったことで解雇された。
2020年11月8日、ジブチ・プレミアリーグのアルタ・ソラール7と2年契約を結んだ。

## 代表経歴
アフリカネイションズカップ2008ではカメルーン代表初招集ながら初戦のエジプト戦の後半から出場し、以降スタメンに定着する。チームを準優勝へ導き、大会ベストイレブンに選出された。
2014 FIFAワールドカップでは対クロアチア戦で40分にマリオ・マンジュキッチに対してわざと肘打ちをしたため、レッドカードを提示され一発退場となった。チームも0-4で敗れ、カメルーン代表のグループリーグ敗退の一因となった。
2015年1月6日、カメルーン代表からの引退を発表した。

## 代表歴

### 出場大会
- カメルーン代表
  - 2010 FIFAワールドカップ
  - 2014 FIFAワールドカップ

### 試合数
- 国際Aマッチ 49試合 0得点（2005年-2014年）[7]

| カメルーン代表 | 国際Aマッチ | 国際Aマッチ |
| 年             | 出場        | 得点        |
| -------------- | ----------- | ----------- |
| 2005           | 1           | 0           |
| 2006           | 0           | 0           |
| 2007           | 0           | 0           |
| 2008           | 11          | 0           |
| 2009           | 3           | 0           |
| 2010           | 9           | 0           |
| 2011           | 5           | 0           |
| 2012           | 7           | 0           |
| 2013           | 6           | 0           |
| 2014           | 7           | 0           |
| 通算           | 49          | 0           |

## タイトル

### クラブ
FCバルセロナ
- リーガ・エスパニョーラ：1回 (2012-13)
- スーペルコパ・デ・エスパーニャ：1回 (2013)